# ドイツ・ブンデスリーガ1973-1974
フースバル・ブンデスリーガ 1973-1974 はドイツサッカー協会 (DFB) によって開催された男子全国最上位リーグの第11シーズン目である。FCバイエルン・ミュンヘンが史上初の三連覇を達成し、5回目のドイチャー・フースバルマイスターの座に就いた。

## 概要
バイエルンのタイトルハットトリック (三連覇)は、もちろんブンデスリーガにおいても初だが、ドイチェ・マイスターシャフト全史においても初めての事であった。さらに、UEFAチャンピオンズカップ 1973-74でも西ドイツ勢初優勝を遂げた。その主力選手、フランツ・ベッケンバウアー、ゲオルク・シュヴァルツェンベック、ゼップ・マイアー、ウリ・ヘーネス、ゲルト・ミュラーらは、シーズン終了後に西ドイツで開催された1974 FIFAワールドカップでも、サッカー西ドイツ代表のレギュラーとして優勝に貢献した。今季リーグ戦での敗戦は一度だけで、1973年10月20日の第12節1.FCカイザースラウテルン戦で、二度の三点リード (3-0, 4-1)をひっくり返され、4-7で敗れた。
バイエルンの優勝決定は第33節、ホームで1-0と勝利したキッカーズ・オッフェンバッハ戦だった。逆転の可能性を残していた2位ボルシア・メンヒェングラートバッハが、フォルトゥナ・デュッセルドルフに0-1で取りこぼし、勝ち点差が3に開いたため、最終節を前にレースは決着した。
グラートバッハは、西ドイツ代表FWユップ・ハインケス (30ゴールで得点王。ブンデスリーガ新記録となるアウェイ17ゴールを含む) がPKをミスしたのが痛恨であった。もし望みをつないでいれば、最終節ホームでの直接対決で自力優勝が可能だった。この消化試合はグラートバッハが5-0で大勝、なお1973年12月8日のミュンヘンでの前半戦は、バイエルンが4-3で勝っている。
2位グラートバッハ、3位デュッセルドルフ、4位1.FCケルン、12位ハンブルガーSVがUEFAカップ出場権を獲得した。DFBポカールで5位アイントラハト・フランクフルトが優勝し、彼らの出場大会がカップウィナーズカップに変わったので、ポカール準優勝のHSVにUEFAカップ出場権が譲渡された。なお、ワールドカップの影響でポカール決勝開催日は1974年8月17日となり、フランクフルトが3-1で勝っている。
残留争いは最終節までもつれ込み、試合前の段階で16位ヴッパーターラーSVと17位SCフォルトゥナ・ケルンが、勝ち点24で並んでいた。VfBシュトゥットガルトとのアウェイゲームに臨んだヴッパータールは、88分にハインツ＝ディーター・レムが同点弾を決めて2-2のドローに持ち込み、勝ち点1を獲得。対するフォルトゥナ・ケルンはオッフェンバッハー・キッカーズに0-4で敗れ、勝ち点を伸ばせず降格した。

## 順位表[4]
| 順 | チーム                             | 試 | 勝 | 分 | 敗 | 得 | 失 | 差  | 点 | 出場権または降格                            |
| -- | ---------------------------------- | -- | -- | -- | -- | -- | -- | --- | -- | ------------------------------------------- |
| 1  | FCバイエルン・ミュンヘン (C)       | 34 | 20 | 9  | 5  | 95 | 53 | +42 | 49 | UCC出場                                     |
| 2  | ボルシア・メンヒェングラートバッハ | 34 | 21 | 6  | 7  | 93 | 52 | +41 | 48 | UC出場                                      |
| 3  | フォルトゥナ・デュッセルドルフ     | 34 | 16 | 9  | 9  | 61 | 47 | +14 | 41 | UC出場                                      |
| 4  | アイントラハト・フランクフルト     | 34 | 15 | 11 | 8  | 63 | 50 | +13 | 41 | CWC出場                                     |
| 5  | 1.FCケルン                         | 34 | 16 | 7  | 11 | 69 | 56 | +13 | 39 | UC出場                                      |
| 6  | 1.FCカイザースラウテルン           | 34 | 15 | 8  | 11 | 80 | 69 | +11 | 38 |                                             |
| 7  | FCシャルケ04                       | 34 | 16 | 5  | 13 | 72 | 68 | +4  | 37 |                                             |
| 8  | ヘルタBSC                          | 34 | 11 | 11 | 12 | 56 | 60 | −4  | 33 |                                             |
| 9  | VfBシュトゥットガルト              | 34 | 12 | 7  | 15 | 58 | 57 | +1  | 31 |                                             |
| 10 | キッカース・オッフェンバッハ       | 34 | 11 | 9  | 14 | 56 | 62 | −6  | 31 |                                             |
| 11 | ヴェルダー・ブレーメン             | 34 | 9  | 13 | 12 | 48 | 56 | −8  | 31 |                                             |
| 12 | ハンブルガーSV                     | 34 | 13 | 5  | 16 | 53 | 62 | −9  | 31 | UC出場                                      |
| 13 | ロート＝ヴァイス・エッセン         | 34 | 10 | 11 | 13 | 56 | 70 | −14 | 31 |                                             |
| 14 | VfLボーフム                        | 34 | 9  | 12 | 13 | 45 | 57 | −12 | 30 |                                             |
| 15 | MSVデュイスブルク                  | 34 | 11 | 7  | 16 | 42 | 56 | −14 | 29 |                                             |
| 16 | ヴッパーターラーSV                 | 34 | 8  | 9  | 17 | 42 | 65 | −23 | 25 |                                             |
| 17 | SCフォルトゥナ・ケルン (R)         | 34 | 8  | 9  | 17 | 46 | 79 | −33 | 25 | 2.フースバル・ブンデスリーガ1974–1975に降格 |
| 18 | ハノーファー96 (R)                 | 34 | 6  | 10 | 18 | 50 | 66 | −16 | 22 | 2.フースバル・ブンデスリーガ1974–1975に降格 |

1. ↑  リーグ4位のアイントラハト・フランクフルトがDFBポカール1973-1974（ドイツ語版）優勝によりUEFAカップウィナーズカップ 1974-75出場を決めたので、アイントラハトのUEFAカップ 1974-75出場権はポカール準優勝のHSVに譲渡された。

## 得点ランキング[6]
| 順位 | 国籍             | 選手                   | クラブ                             | 得点数 |
| ---- | ---------------- | ---------------------- | ---------------------------------- | ------ |
| 1    | 西ドイツの旗     | ユップ・ハインケス     | ボルシア・メンヒェングラートバッハ | 30     |
| 1    | 西ドイツの旗     | ゲアト・ミュラー       | FCバイエルン・ミュンヘン           | 30     |
| 3    | 西ドイツの旗     | クラウス・フィッシャー | FCシャルケ04                       | 21     |
| 3    | 西ドイツの旗     | クラウス・トップメラー | 1.FCカイザースラウテルン           | 21     |
| 5    | スウェーデンの旗 | ローランド・サンドバリ | 1.FCカイザースラウテルン           | 19     |

## FCバイエルン・ミュンヘンのマイスターマンシャフト[7]
| 1. | FCバイエルン・ミュンヘン |
|    | - GK: ゼップ・マイアー (34試合/-得点) - DF: フランツ・ベッケンバウアー (c) (34/4); ゲオーク・シュヴァーツェンベック (33/7); ヨニー・ヘンセン (1943年生まれのサッカー選手) (32/1); パウル・ブライトナー (26/7); ハンス＝ヨーゼフ・カペルマン (20/2); ヴィッゴ・イェンセン (サッカー選手) (5/-); ゲアノート・ローア (3/-); ヘアバート・ツィマーマン (サッカー選手) (1/-) - MF: フランツ・ロート (33/8); ベアント・デュアンベアガー (30/8); ライナー・ツォベル (28/5); コンニー・トーシュテンソン (16/1); ベアント・ゲアスドーフ (12/2); エアヴィン・ハーデヴィチュ (12/-) - FW: ゲアト・ミュラー (34/30); ウリ・ヘーネス (34/18); ヴィリ・ホフマン (サッカー選手) (15/2); エトガー・シュナイダー (7/-) - 監督: ウド・ラテック |

## 移籍市場

### FCバイエルン・ミュンヘン
今季成績： 1位, 監督： ウードー・ラテク, 1972/73: 1位
| 入団 | - ハンス＝ヨーゼフ・カペルマン, 20試合-2得点, 1. FCケルン, BL - コンニー・トーシュテンソン, 16-1, オートヴィダバーリスFF, シーズン途中 - ベアント・ゲアスドーフ, 12-2, アイントラハト・ブラウンシュヴァイク, BLから降格 - エアヴィン・ハーデヴィチュ, 12-0, VfRアーレン, アマトゥーアリーガ (以下AL)・ノルトヴュルテンベルク - ウィッゴ・イェンセン (サッカー選手), 5-0, B1909オーゼンセ, シーズン途中 - ノアバート・イヴァンゲアン, 出場なし, ブラオ=ヴァイス90ベルリン/, ユーゲント西ドイツ代表選手 - ヴァルター・モーディック, 出場なし, FCメミンゲン, ALバイエルン - フーゴー・ローブル, 出場なし, TSVミュンヘン1860/ユーゲント, ユーゲント西ドイツ代表選手 - チョーベン・ハンセン, 出場なし, ホルベークB&I, シーズン途中 - ドゥシャン・ヨヴァノヴィッチ, 出場なし, OFKベオグラード - ブアクハート・ゼークラー, 出場なし, VfLオスナブリュック, レギオナルリーガ (以下RL)・ノルト |
| 退団 | - ベアント・ゲアスドーフ, アイントラハト・ブラウンシュヴァイク, RLノルト, シーズン途中 - マンフレート・ザイファート (サッカー選手), マーティン・ヴィルトグーバー, FCバイエルン・ホーフ, RLズュート - ズラトコ・シュコリッチ, オランピック・アヴィニョネ - ハンス・イェーク, エトガー・シュナイダー, FCアウクスブルク, RLズュート - マティアス・オーバーマイアー, 兵役, 1974年よりヴァッカー・ブルクハウゼン, ランデスリーガ(以下LL)・ズュート・バイエルン - ギュンター・リュバーチュク, 1. FSVマインツ05, RLズュートヴェスト - ヴォルフガン・ズューンホルツ, グラスホッペルCZ - フランツ・クラウトハウゼン, FCシャルケ04, BL, シーズン途中 - ブアクハート・ゼーグラー, ボルシア・ドルトムント, RLヴェスト, シーズン途中 - ドゥシャン・ヨヴァノヴィッチ, SVレヒリンク・フェルクリンゲン, RLズュートヴェスト, シーズン途中                                                             |

### ボルシア・メンヒェングラートバッハ
今季成績： 2位, 監督： ヘネス・ヴァイスヴァイラー, 1972/73: 5位
| 入団 | - ホアスト・ケッペル, 31-12, VfBシュトゥットガルト, BL - ローレンツ＝ギュンター・ケストナー, 11-2, VfBヘルムブレヒツ, LLノルト・バイエルン - ヴァルター・ポスナー, 出場なし, オイスキルヒェナーTSC, LLミッテルライン - ローレンツ・ヒルケス, 出場なし, アマチュアから昇格 |
| 退団 | - ギュンター・ネッツァー, レアル・マドリーCF - ハートヴィヒ・ブライディック, SVボルシア・リップシュタット, ベツィルクスクラッセ・ヴェストファーレン - シュムエル・ローゼンタール, ハポエル・ペタハ・ティクヴァ - アーダルバート・フーアマン, VfLオスナブリュック, RLノルト - ベアント・シュラーゲ, VfLクラフェルト=ガイスヴァイト, ALヴェストファーレン Gr. 2 - ライナー・マルツコーアン, レイターSV, ALニーダーライン - ジークフリート・ツォップケ, 1. FCフィーアセン, LLニーダーライン - ローレンツ・ヒルケス, VVV, シーズン途中 - ハインツ・ヴィットマン (サッカー選手), Sportinvalide |

### フォルトゥナ・デュッセルドルフ
今季成績： 3位, 監督： ハインツ・ルーカス, 1972/73: 3位
| 入団 | - ヴォルフガン・ゼール (サッカー選手), 34-5, 1. FCカイザースラウテルン, BL - ホアスト・デーゲン, 2-0, ハンブルガーSVユーゲント - ローバート・ベーゲラウ, 1-0, アマチュアから昇格, ALニーダーライン, シーズン途中. - ウードー・クロース, 出場なし, アマチュアから昇格, ALニーダーライン, シーズン途中 |
| 退団 | - クラウス・ゼンガー, ロート=ヴァイス・エッセン, BL - ベアント・キップ, SCプロイセン・ミュンスター, RLヴェスト - マイク・ガラコス, オリンピアコス・ピレウス - ベンノ・バイロート, アマチュア降格, ALニーダーライン                                                                                   |

### アイントラハト・フランクフルト
今季成績： 4位, 監督： ディートリヒ・ヴァイゼ → エーリヒ・リベック, 1972/73: 8位
| 入団 | - ハンス＝ヨアヒム・アンドレー, 17-1, ボルシア・ドルトムント, RLヴェスト - ヘルムート・ミュラー (1953年生まれのサッカー選手), 16-1, アマチュアから昇格, ALヘッセン, シーズン途中 |
| 退団 | - エンデル・コンジャ, フェネルバフチェSK - ローター・シェーマー, プロ引退, SVエルツハウゼン, ベツィルクスリーガ・ヘッセン - カール＝ハインツ・ヴィアト, SpVgg 05バート・ホンブルク, ALヘッセン - ヨーゼフ・ホーフマイスター (サッカー選手), VfRマンハイム, RLズュート - フリーデル・ルッツ, TuSマッカビ・フランクウルト, クライスリーガ・フランクフルト - ヨーゼフ・マーカート, SVグロースヴァルシュタット, ベツィルクスリーガ・ヘッセン |

### 1. FCケルン
今季成績： 5位, 監督： ルードルフ・シュロット (-1973.9.16) →ズラトコ・チャイコヴスキ (1973.9.17-), 1972/73: 2位
| 入団 | - ディーター・ミュラー, 31-17, キッカース・オッフェンバッハ, BL - ヴィンフリート・ベアケマイアー, 3-0, アマチュアから昇格, ALミッテルライン - ライナー・ニコート, 2-0, アマチュアから昇格, ALミッテルライン - ラインハート・シュミッツ (サッカー選手), 2-0, VfRノイス, ALニーダーライン                                             |
| 退団 | - ライナー・ゲーバウアー, ASオイペン - ハンス＝ヨーゼフ・カペルマン, FCバイエルン・ミュンヘン, BL - パウル・シェーアマン, SCロート＝ヴァイス・オーバーハオゼン, RLヴェスト - カールハインツ・ヘーンヒェン, 1. FCザールブリュッケン, RLズュートヴェスト - マティアス・ヘマースバッハ, SVバイヤー04レヴァークーゼン, ALミッテルライン |

### 1. FCカイザースラウテルン
今季成績： 6位, 監督： エーリヒ・リベック → ディートリヒ・ヴァイゼ, 1972/73: 9位
| 入団 | - ローランド・サンドバリ, 32-19, オートヴィダバーリスFF - ラインハート・マイアー, 24-2, SVアルセンボルン, RLズュートヴェスト - ヘアバート・ラウメン, 21-6, SVヴェルダー・ブレーメン, BL - ラーシュ・ベンノ・マグヌソン, 16-0, オートヴィダバーリスFF - ホアスト・ベンダー (サッカー選手), 出場なし, FC08ホンブルク, RLズュートヴェスト |
| 退団 | - ヴォルフガン・ゼール (サッカー選手), フォルトゥナ・デュッセルドルフ, BL - イドリズ・ホシッチ, MSVデュイスブルク, BL - カール＝ハインツ・フォークト (サッカー選手), VfRビュルシュタット, RLズュート, シーズン途中 - ギュンター・ラインダース, FC08ホンブルク, RLズュートヴェスト, シーズン途中 - ギュンター・ラーデマッハー, TSRオリンピア・ヴィルヘルムスハーフェン, RLノルト, シーズン途中 - ハンス・フランツ, ASVグミ＝マイヤー・リンダウ, RLズュートヴェスト - ヴェアナー・ブレーム, ヴェアナー・ミヒェルバッハ, アマチュア降格, ALズュートヴェスト - ヨーヒェン＝ベアント・ミューラー, 詳細不明 |

### FCシャルケ04
今季成績： 7位, 監督： イヴィツァ・ホルヴァート (サッカー選手), 1972/73: 15位
| 入団 | - リュディガー・アブラムチク, 14-3, ユーゲントから昇格 - ベアント・ティーエレ, 2-0, ユーゲントから昇格 - ハンス＝ギュンター・ブルンス, 出場なし, ユーゲントから昇格 - ペーター・エンドルラート, 同上 - クラウス=ディーター・ボネ, 同上 - ラインハート・リブダ, 10-0, RCストラスブール, シーズン途中 - ロルフ・リュスマン, 9-3, クルプ・ブルッヘKV, シーズン途中 - フランツ・クラウトハウゼン, 5-0, FCバイエルン・ミュンヘン, BL |
| 退団 | - ニコ・ブラウン, FCメス - ロルフ・リュスマン, クルプ・ブルッヘKV - クラウス＝ディーター・ボーネー, 1. FCニュルンベルク, RLズュート, シーズン途中 - ノアバート・ヘースリン, SCヴィクトリア・ケルン, RLヴェスト - ヘルムート・マンス, SpVgg05バート・ホンブルク, ALヘッセン |

### ヘルタBSC
今季成績： 8位, 監督： ヘルムート・クロンスバイン (-1974.3.13) →ハンス・エーダー (サッカー選手) (1974.3.14-), 1972/73: 13位
| 入団 | - クラウス・ヴァライトナー, 2-0, SCタスマニア1900ベルリン, RLベルリン - ヴォルフガン・ジトカ, 出場なし, アマチュアから昇格, LLベルリン - ヘアヴァート・コッペンヘーファー, 7-0, キッカース・オッフェンバッハ, BL, シーズン途中                                                                                      |
| 退団 | - ハンス・ツェンガーレ, ESVインゴルシュタット, ALバイエルン - クラウス・ヴァーライトナー, FCアウクスブルク, RLズュート, シーズン途中 - ハインツ＝ペーター・ブーフベアガー, FC08ホンブルク, RLズュートヴェスト, シーズン途中 - マンフレート・レンツ (サッカー選手), FC08ホンブルク, RLズュートヴェスト, シーズン途中 |

### VfBシュトゥットガルト
今季成績： 9位, 監督： ヘアマン・エッペンホフ, 1972/73: 6位
| 入団 | - ヘアマン・オーリッヒャー, 33-17, FVラーフェンスブルク, ALシュヴァルツヴァルト=ボーデンゼー - ハインツ・シュティッケル, 32-12, SpVgg07ルートヴィヒスブルク, RLズュートから降格 - ベアント・マーティン (サッカー選手), 16-0, ユーゲントから昇格 - アーノ・シェーファー, 8-0, ユーゲントから昇格 - マーコス・エールマー, 9-0, ユーゲントから昇格, ALノルトヴュルテンベルク - クラウス＝ディーター・ヤンク, 5-0, eユーゲントから昇格, ALノルトヴュルテンベルク - ギュンター・アイゼレ, 2-0, カールスルーアーSC, RLズュート, レンタル終了         |
| 退団 | - ホアスト・ケッペル, ボルシア・メンヒェングラートバッハ, BL - カール・ベアガー (サッカー選手), カールスルーアーSC, RLズュート - ゲアト・コモロフスキ, カールスルーアーSC, RLズュート - ヴォルフガン・フランク (サッカー選手), AZ - ホアスト・ハウク, シュトゥットガルター・キッカース, RLズュート - ヘアバート・ヘプシュ, FCアウクスブルク, RLズュート - ディーター・シュヴェムレ, FCトゥヴェンテ - ノアバート・ジークマン, テニス・ボルシア・ベルリン, RLベルリン - ボードー・ヨップ, SpVgg 07ルートヴィヒスブルク, ALノルトヴュルテンベルク |

### キッカース・オッフェンバッハ
今季成績： 10位, 監督： ギュラ・ローラント (-1974.4.1) →オットー・レーハーゲル (1974.4.2-), 1972/73: 7位
| 入団 | - ベアント・ヘルムシュロート, 25-0, TSVミュンヘン1860, RLズュート - ペーター・エンダース (サッカー選手), 15-1, ダーバン・シティFC, シーズン途中 - ペーター・ベアク (サッカー選手), 8-0, ユーゲントから昇格 - エゴン・ビーン, 6-0, ユーゲントから昇格 - クラウス・ヴェーバー (サッカー選手), 4-1, ユーゲントから昇格 - ディートマー・ホフマン, 1-0, ユーゲントから昇格 - フォルカー・ファース, 2-0, アマチュアから昇格, ALヘッセン, シーズン途中 - シュテファン・リュッカート, 1-0, アマチュアから昇格, ALヘッセン - ウィリアム・ハートヴィヒ, 出場なし, ユーゲントから昇格 |
| 退団 | - ディーター・ミュラー, 1. FCケルン, BL - エゴン・シュミット, 1. FCザールブリュッケン, RLズュートヴェスト - ヘアヴァート・コッペンヘーファー, ヘルタBSC, BL, シーズン途中 - エアンスト・トラーザー, ハインツ・トラーザー, 1. FCザールブリュッケン, RLズュートヴェスト, シーズン途中 - ウィリアム・ハートヴィヒ, VfLオスナブリュック, RLノルト, シーズン途中 - ヴィルフリート・ロース, アマチュア降格, ALヘッセン |

### SVヴェルダー・ブレーメン
今季成績： 11位, 監督： ヨーゼフ・ピオンテク, 1972/73: 11位
| 入団 | - ウーヴェ・ブラハト, 30-4, アマチュアから昇格, LLブレーメン - ハンス＝ゲアト・シルト, 20-3, TuSブレーマーハーフェン93, RLノルト - ポウル＝エーアイク・チューアセン, 13-4, B1903, シーズン途中 - ベアント・ブレクセンドーフ, 6-0, TuSブレーマーハーフェン93/ユーゲント - フォルカー・オーリン, 2-2, アマチュアから昇格, LLブレーメン, シーズン途中 - ウーヴェ・ドライアー, 2-0, VfLシュターデ, ALハンブルク, St. Hansa - フランツ＝ヨーゼフ・リプケ, 1-0, アマチュアから昇格, LLブレーメン, シーズン途中 - ライナー・シュヴェン, 出場なし, ユーゲントから昇格 - デートレフ・カイザー (サッカー選手), 出場なし, ユーゲントから昇格 |
| 退団 | - ヴィリ・ノイベアガー, ヴッパーターラーSV, BL - ヘアバート・ラウメン, 1. FCカイザースラウテルン, BL - ハインツ＝ディーター・ハーゼブリンク, TuSファール, LLブレーメン, 監督兼選手 - ディーター・ティッペルト, SVメッペン, RLノルト - ベアント・ローゼンベアガー (サッカー選手), TuSシュヴァッハハウゼン＝ホルン, LLブレーメン - ハインツ・アールホーン, ポリツァイSVブレーメン, LLブレーメン |

### ハンブルガーSV
今季成績： 12位, 監督： クーノー・クレッツァー → クラウス＝ディーター・オクス, 1972/73: 14位
| 入団 | - ハンス＝ユアゲン・シュペアリヒ, 15-1, ダーバン・シティFC - フランツ＝ペーター・ヘアマン, 2-0, TuSノイエンドルフ, RLズュートヴェスト - イェーク・マーティン (サッカー選手), 出場なし, ユーゲントから昇格 - ハンス＝ハインリヒ・ラートブルフ, 出場なし, ユーゲントから昇格 - フォルカー・ダナー, 出場なし, MSVデュイスブルク, BL |
| 退団 | - ヴィリ・シュルツ, 現役引退 - ヘルムート・ザントマン, HSVバルンベク=ウーレンホルスト, RLノルト - ペーター・リュベケ, 1. FCザールブリュッケン, RLズュートヴェスト - エトガー・ノプス, ギュンター・ゼルケ, VfLオスナブリュック, RLノルト - フォルカー・ダナー, 負傷退団, シーズン途中 - フランツ＝ペーター・ヘアマン, TuSノイエンドルフ, RLズュートヴェスト, シーズン途中 - ハンス＝ハインリヒ・ラートブルフ, VfBリューベック, RLノルト, シーズン途中 |

### ロート=ヴァイス・エッセン
今季成績： 13位, 監督： ホアスト・ヴィッツラー (-1973.9.27) →ディートヘルム・フェアナー (1973.9.28-), 1972/73: BL昇格組
| 入団 | - ゲアト・ヴェアマー, 30-2, SCロート＝ヴァイス・オーバーハオゼン, BLから降格 - ヴェアナー・ローラント, 28-2, ボルシア・ドルトムント, RLヴェスト - クラウス・ゼンガー, 25-0, フォルトゥナ・デュッセルドルフ, BL - ウードー・ベース, 12-0, ファースト・ヴィエナFC, シーズン途中 - アルフォンス・ジコラ, 9-0, 1. FCミュールハイム=シュティルム, RLヴェスト - ユアゲン・ハーゼブリンク, 1-1, ユーゲントから昇格 - ベアンハート・オックマン, 1-0, リューナーSV, RLヴェストから降格 |
| 退団 | - ヘアマン・ブレーデンフェルト, FCザンクト・パウリ, RLノルト - ハイコ・メアテス, 1. FCミュールハイム=シュトゥルム, RLヴェスト - ローラント・パイチュ, ハノーファー96, BL - ハインツ・シュタウファーマン, SVメッペン, RLノルト - ヴェアナー・ブロスダ, STVアイントラハト・ゲルゼンキルヒェン=ホルスト, RLヴェスト, シーズン途中 - ベアンハート・オックマン, SCヴェストファリア・ヘルネ, RLヴェスト, シーズン途中 - ヘルムート・リテク, プロ引退, BVアルテンエッセン, ALニーダーライン - ヘアバート・ヴァインベアク, 現役引退 - ディートヘルム・フェアナー, 現役引退, シーズン途中, 1973年9月28日よりRWエッセン監督に就任 |

### VfLボーフム
今季成績： 14位, 監督： ハインツ・ヘーアー, 1972/73: 12位
| 入団 | - フランツ＝ヨーゼフ・テンハーゲン, 33-3, SCロート＝ヴァイス・オーバーハオゼン, BLから降格 - ハインツ＝ヴェアナー・エゲリン, 31-1, ユーゲントから昇格 - ハートムート・フロム, 16-2, SVロート=ヴァイス・ウナ, ベツィルクスクラッセ・ヴェストファーレン - フォティオス・パパドプーロス, 2-0, アマチュアから昇格, ベツィルクスクラッセ・ヴェストファーレン, 昇格 |
| 退団 | - マンフレート・リュージン, 1. FCニュルンベルク, RLズュート - ラインホルト・ヴォザプ, ロート=ヴァイス・リューデンシャイト, RLヴェスト - ハンス＝ヴェアナー・ハートル, ボルシア・ドルトムント, RLヴェスト - クラウス＝ペーター・ケアケマイアー, SCヴェストファリア・ヘルネ, RLヴェスト - ハインツ＝ユアゲン・ブローメ, VfLヴィッテン07, フェアバンツリーガ・ヴェストファーレン Gr. 2 - ヴェアナー・ヤブロンスキ, アマチュア降格, ベツィルクスクラッセ・ヴェストファーレン - ヴェアナー・クレマー (サッカー選手), 現役引退 |

### MSVデュイスブルク
今季成績：, 15位, 監督： ルドルフ・ファスナハト (-1973.10.20) →ヴィリバート・クレマー (1973.10.22-), 1972/73: 10位
| 入団 | - テオ・ビュッカー, 18-6, ボルシア・ドルトムント, RLヴェスト, シーズン途中 - イドリズ・ホシッチ, 11-1, 1. FCカイザースラウテルン, BL - マーティン・ホルシャー, 出場なし, SpVgg 07ルートヴィヒスブルク, RLズュートから降格 - クラウス・キリヒ, 出場なし, ユーゲントから昇格                |
| 退団 | - クアト・レトコフスキ, Kシント=トライデンセVV - ヨニー・ハイ, DSCアルミニア・ハノーファー, RLヴェスト, シーズン途中 - フォルカー・ダナー, ハンブルガーSV, BL, シーズン途中 - イドリズ・ホシッチ, SCヴェストファリア・ヘルネ, RLヴェスト, シーズン途中 - ライナー・トラウゴット, 詳細不明 |

### ヴッパーターラーSV
今季成績： 16位, 監督： ホアスト・ブーツ, 1972/73: 4位
| 入団 | - ヴィリ・ノイベアガー, 34-4, SVヴェルダー・ブレーメン, BL - ローター・アンガームント, 出場なし, SGランゲルフェルト06, クライスクラッセ・ヴッパータール Gr.1 - ペーター・ノーファー, 出場なし, 1. FCザールブリュッケン, RLズュートヴェスト |
| 退団 | - クラウス・ブルーネ, SVアルミニア・ハノーファー, RLノルト - ルディ・ノイフェルト, SCロート=ヴァイス・オーバーハウゼン, RLヴェスト, シーズン途中 - クラウス・シュパネンクレープス, SVズュートヴェスト・ルートヴィヒスハーフェン, RLズュートヴェスト, シーズン途中 - デートレフ・ヴェーバース, DSCアルミニア・ビーレフェルト, RLヴェスト, シーズン途中 - ペーター・ノーファー, 1. FCミュールハイム=シュトゥルム, RLヴェスト, シーズン途中 |

### SCフォルトゥナ・ケルン
今季成績： 17位, 監督： フォルカー・コットマン (-1973.12.31) →ハンス・レーリン (1974.1.1 - 1.20) →ヴィリ・ホルドアフ (1974.1.21-),  1972/73: BL昇格組
| 入団 | - ローター・ヴェッセラー, 17-4, SGアイントラハト・ゲルゼンキルヒェン, RLヴェスト - フリオ・バイロン, 13-1, デポルティーボ・ムニシパル |
| 退団 | - ゲアト・クノート, SCウニオン・オーリークス, RLヴェスト - マンフレート・クライス, SCウニオン・オーリークス, RLヴェスト               |

### ハノーファー96
今季成績： 18位, 監督： ハネス・バルダウフ (-1974.3.12) →ヘルムート・クロンスバイン (1974.3.13-), 1972/73: 16位
| 入団 | - ゲアト・カスペルスキ, 29-9, DSCアルミニア・ビーレフェルト, RLヴェスト - ゲオーク・ダムヤノフ, 25-2, 同上 - ベアント・ヴェーマイアー, 22-2, 同上 - カールハインツ・ヘーファー, 22-2, ETBシュヴァルツ=ヴァイス・エッセン, RLヴェスト - ローラント・パイチュ, 21-2, ロート=ヴァイス・エッセン, RLヴェスト - ペーター・ダール, 8-0, KリールセSK, シーズン途中 - ヴォルフガン・ティーレ (サッカー選手), 出場なし, アマチュアから昇格, LLニーダーザクセン - ベアント・フェーゼリー, 出場なし, アマチュアから昇格, LLニーダーザクセン |
| 退団 | - ハンス＝ヨーゼフ・ヘリンラート, TSVミュンヘン1860, RLズュート - カール＝ハインツ・ムロスコ, TSVミュンヘン1860, RLズュート, シーズン途中 - ロルフ・ブラウ, SCプロイセン・ミュンスター, RLヴェスト - ペドロ・ミラシンチッチ, SCプロイセン・ミュンスター, RLヴェスト - エックハート・データーディン, SCプロイセン・ミュンスター, RLヴェスト, シーズン途中 - ペーター・リュームコーアプ, SpVggプロイセン07ハーメルン, LLニーダーザクセン - クリスティアン・ルドツキ, 詳細不明                                                      |

## 主審[8]
| 名前                                      | 生年月日   | 所属協会           | 担当試合数 |     |   |
| ----------------------------------------- | ---------- | ------------------ | ---------- | --- | - |
| ハインツ・アルディンガー                  | 1933-01-07 | ヴュルテンベルク   | 11         | 11  | 0 |
| ディートリヒ・バーゼドフ                  | 1930-07-17 | ハンブルク         | 7          | 14  | 0 |
| ディーター・ベアナー (審判員)             | 1938-08-07 | ヴュルテンベルク   | 6          | 16  | 0 |
| アルフォンス・ベッツ                      | 1928-11-21 | バイエルン         | 8          | 12  | 0 |
| フェアディナント・ビヴァージ              | 1934-06-24 | ザールラント       | 11         | 10  | 0 |
| ゲアハート・ブエー                        | 1935-04-21 | ニーダーザクセン   | 1          | 1   | 0 |
| ホアスト・ボナッカー                      | 1937-05-18 | ミッテルライン     | 7          | 11  | 1 |
| ヴェアナー・ブアガース                    | 1934-05-15 | ニーダーライン     | 2          | 2   | 0 |
| ヴォルフガン・ディットマー                | 1941-09-28 | ズュートヴェスト   | 6          | 9   | 0 |
| ディーター・ドレーアー                    | 1933-03-17 | ヘッセン           | 9          | 11  | 1 |
| ヴァルター・エンゲル (審判員)             | 1939-05-15 | ザールラント       | 7          | 5   | 0 |
| ヴァルター・エシュヴァイラー              | 1935-09-20 | ミッテルライン     | 8          | 13  | 0 |
| カール＝ハインツ・フォアク                | 1930-07-13 | ヴェストファーレン | 7          | 17  | 2 |
| ルドルフ・フリッケル                      | 1932-07-16 | バイエルン         | 11         | 22  | 0 |
| ペータ－・ガボーア                        | 1940-04-19 | ベルリン           | 8          | 18  | 0 |
| エーレンフリート・グレーター              | 1944-01-19 | ズュートバーデン   | 2          | 3   | 0 |
| ヴィルフリート・ハーゼルベアガー          | 1940-03-18 | ヴュルテンベルク   | 7          | 12  | 1 |
| ゲアト・ヘニヒ                            | 1935-04-24 | ニーダーライン     | 7          | 7   | 0 |
| ヴィルフリート・ヒルカー                  | 1930-08-14 | ヴェストファーレン | 6          | 9   | 0 |
| ハンス・ヒレブラント                      | 1935-06-12 | ニーダーライン     | 6          | 9   | 0 |
| ヴァルター・ホーストマン                  | 1935-08-28 | ニーダーザクセン   | 8          | 2   | 0 |
| フォルカー・フスター                      | 1941-08-28 | ラインラント       | 2          | 3   | 0 |
| パウル・キンダーファーター                | 1940-01-24 | ミッテルライン     | 8          | 7   | 1 |
| マックス・クラウザー                      | 1937-07-04 | バイエルン         | 8          | 24  | 1 |
| ヘアベアト・コルマン                      | 1940-02-12 | ザールラント       | 5          | 7   | 0 |
| ギュンター・リン                          | 1935-03-16 | ラインラント       | 7          | 6   | 0 |
| ヘアベアト・ルッツ                        | 1930-05-01 | ブレーメン         | 8          | 7   | 0 |
| ユアゲン・メスマー                        | 1940-05-26 | バーデン           | 3          | 4   | 0 |
| ゲアト・モイザー                          | 1936-06-26 | ズュートヴェスト   | 5          | 3   | 1 |
| ハインツ・ニッケル                        | 1941-04-22 | バイエルン         | 5          | 4   | 0 |
| ヴァルター・ニーマン (審判員)             | 1933-01-01 | ハンブルク         | 1          | 1   | 0 |
| オットマー・ニュッツェル                  | 1935-02-10 | バイエルン         | 3          | 10  | 0 |
| クラウス・オームゼン                      | 1935-10-16 | ハンブルク         | 8          | 7   | 0 |
| クラウス・オーヴァーベアク                | 1934-03-18 | ニーダーライン     | 2          | 3   | 0 |
| カール＝ハインツ・ピッカー                | 1928-09-26 | ハンブルク         | 4          | 6   | 0 |
| ハインツ・クヴィンドー                    | 1933-08-28 | ズュートヴェスト   | 6          | 9   | 0 |
| ヤン・レデルフス                          | 1935-08-20 | ニーダーザクセン   | 8          | 17  | 0 |
| カール・リーク                            | 1929-11-15 | バイエルン         | 8          | 19  | 0 |
| フォルカー・ロート                        | 1942-02-01 | ニーダーザクセン   | 5          | 4   | 0 |
| エルマー・シェーファー (審判員)           | 1940-07-20 | ハンブルク         | 4          | 10  | 0 |
| エーバーハート・シュモーク                | 1937-04-12 | ズュートバーデン   | 5          | 16  | 0 |
| ゲアハート・シューレンブアク              | 1926-10-11 | ニーダーザクセン   | 6          | 14  | 1 |
| ユアゲン・シューマン (審判員)             | 1940-05-02 | ラインラント       | 3          | 2   | 0 |
| フリッツ・ザイラー (1927年生まれの審判員) | 1927-08-14 | ヴュルテンベルク   | 7          | 2   | 0 |
| ゲアト・ジーペ                            | 1929-07-27 | ミッテルライン     | 5          | 11  | 0 |
| クアト・チェンシャー                      | 1928-10-05 | バーデン           | 11         | 22  | 0 |
| ライナー・ヴァルタート                    | 1940-06-09 | ヴェストファーレン | 4          | 6   | 0 |
| ハンス＝ヨアヒム・ヴェイラント            | 1929-09-29 | ニーダーライン     | 9          | 6   | 0 |
| マンフレート・ヴィヒマン                  | 1937-10-02 | ヴェストファーレン | 3          | 2   | 0 |
| ディーター・ヴォールファート              | 1939-01-11 | ヘッセン           | 2          | 3   | 0 |
| ウド・ツハントケ                          | 1936-12-28 | ベルリン           | 6          | 10  | 0 |
| 通算:                                     | 通算:      | 通算:              | 306        | 459 | 9 |
| 出典: weltfussball.de                     |            |                    |            |     |   |